# Lambskift

Finstrukturen i väteatomens energinivåer

Lambskiftet är en kvantelektrodynamisk effekt som upptäcktes 1947 av Willis E. Lamb och Robert Retherford. Effekten upptäcktes först för väteatomer, där energinivåerna {\displaystyle 2s_{1/2}} och {\displaystyle 2p_{1/2}} skiljer sig åt lite på grund av det elektromagnetiska fältets vakuumfluktuationer, något som man inte kunnat förutse från Diracekvationen. Idag används ordet Lambskift även för andra nivåer som skiljer sig bara på grund av kvantelektrodynamiska effekter, men inte på grund av "vanlig" kvantmekanik.
Lamb tilldelades 1955 ena halvan av nobelpriset i fysik "för upptäckter rörande finstrukturen i vätets spektrum".